# Асаёнок, Пётр Петрович
Пётр Петрович Асаёнок (род. 27 февраля 1993, Речица, Гомельская область, Белоруссия) — белорусский тяжелоатлет, выступающий в весовой категории до 96 кг. Призёр чемпионатов Европы. Участник Олимпийских игр (2016)-5 место, серебряный призёр чемпионата Европы среди юниоров (2013).

## Результаты выступлений
В 2015 году на чемпионате Белоруссии по тяжёлой атлетике Пётр установил рекорд страны в категории до 85 кг, взяв в толчке 213 кг и побив достижение Сергея Лагуна в 212 кг (2010). На чемпионате мира 2015 года в Хьюстоне Пётр показал шестой результат.
На Олимпийских играх в Рио-де-Жанейро Пётр Асаёнок занял 6 место в весовой категории до 85 кг с результатом 377 кг.
На чемпионате Европы в Батуми, Пётр сумел завоевать серебряную медаль набрав общую сумму в 355 кг. В упражнение толчок он завоевал малую бронзовую медаль с весом на штанге 196 кг.
В апреле 2021 года на чемпионате Европы в Москве, в весовой категории до 96 кг, Пётр завоевал серебро чемпионата Европы с результатом 374 килограмма. В упражнении "рывок" завоевал малую серебряную медаль с весом на штанге 172 килограмма.
В феврале 2024 года на чемпионате Европы в Софии Пётр завоевал малую бронзовую медаль в упражнении толчок (207 кг).
| Год  | Соревнование                                            | Место проведения | Весовая категория | Рывок  | Толчок | Сумма двоеборья | Место |
| 2012 | Чемпионат Европы по тяжёлой атлетике среди юниоров 2012 | Эйлат            | до 77 кг          | 152 кг | 182 кг | 334 кг          | 4     |
| 2013 | Чемпионат Европы по тяжёлой атлетике среди юниоров 2013 | Таллин           | до 77 кг          | 153 кг | 175 кг | 328 кг          | 2     |
| 2014 | Чемпионат мира                                          | Алма-Ата         | до 77 кг          | 159 кг | 189 кг | 348 кг          | 4     |
| 2015 | Чемпионат мира                                          | Хьюстон          | до 85 кг          | 167 кг | 196 кг | 363 кг          | 6     |
| 2016 | Олимпийские игры                                        | Рио-де-Жанейро   | до 85 кг          | 170 кг | 207 кг | 377 кг          | 5     |
| 2019 | Чемпионат Европы                                        | Батуми           | до 81 кг          | 159 кг | 196 кг | 355 кг          | 2     |
| 2021 | Чемпионат Европы                                        | Батуми           | до 96 кг          | 172 кг | 202 кг | 374 кг          | 2     |